# Nassersjön

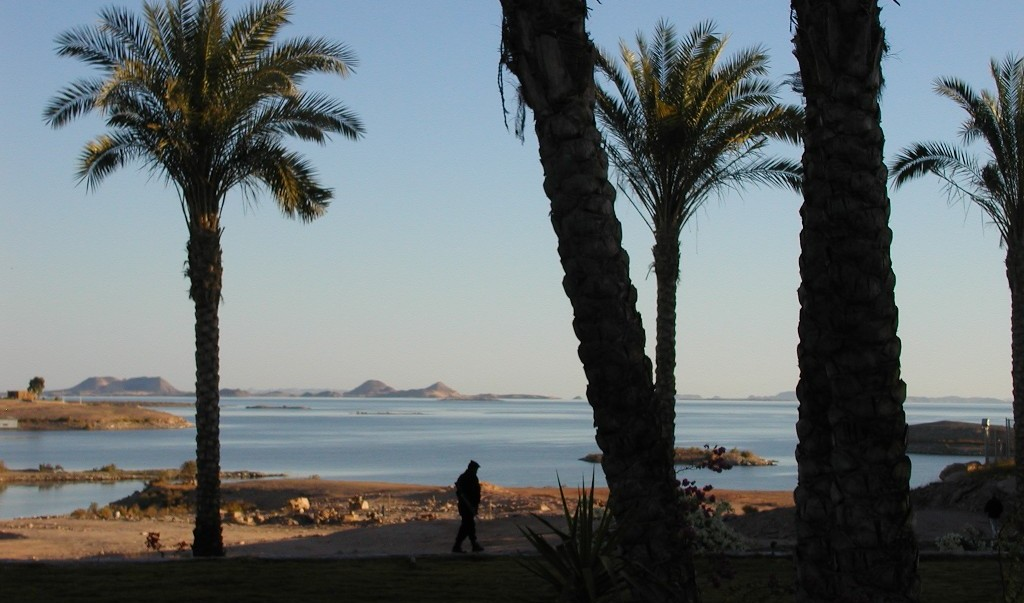
Utsikt från Abu Simbel.

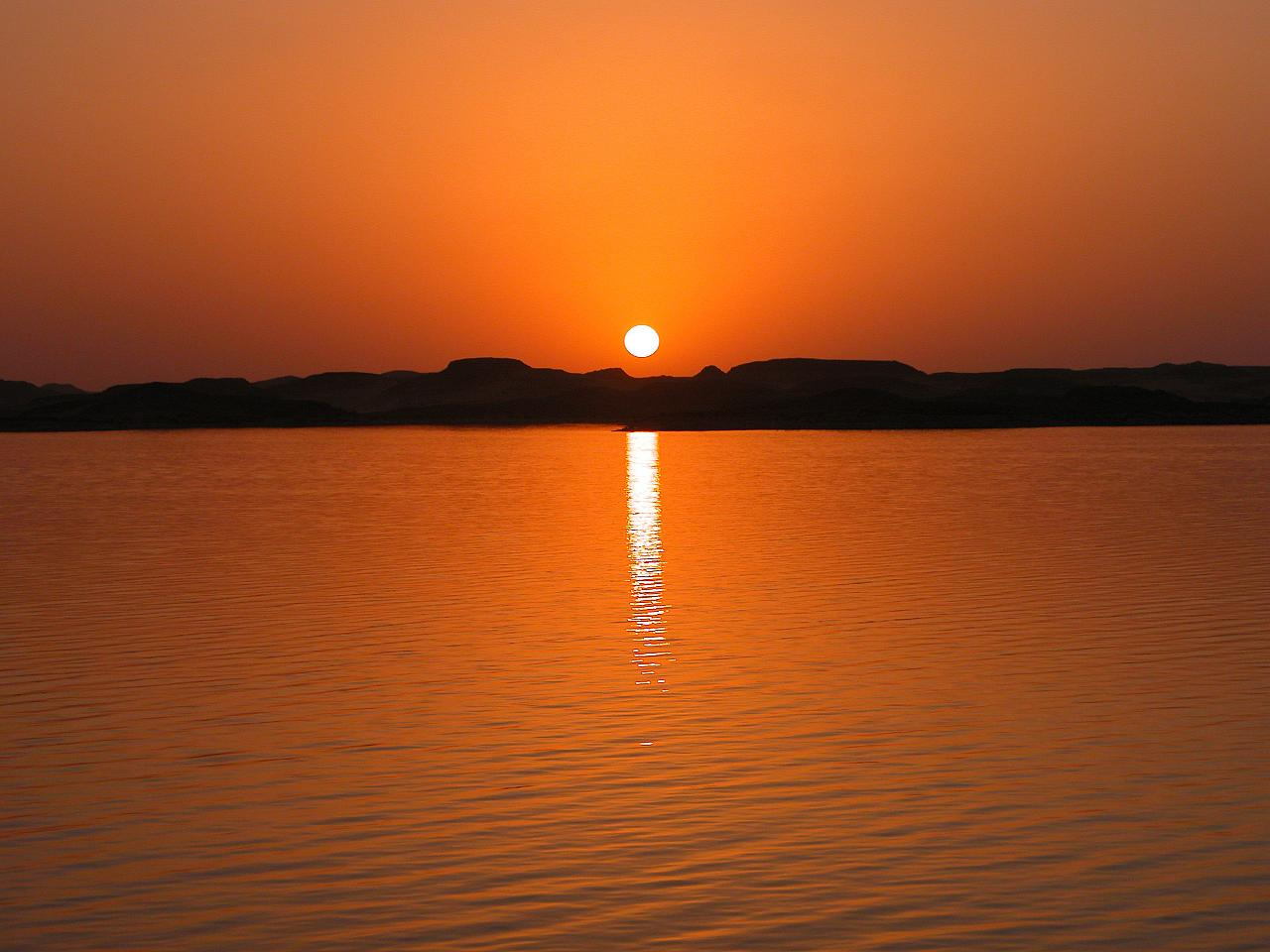
Solnedgång över Nassersjön.

Nassersjön (arabiska: بحيرة ناصر; translittereras Buhayrat Nasir) är en egyptisk sjö som skapades på 1960-talet då man byggde Assuandammen. Flera antika fornlämningar fick då monteras ned och flyttas för att inte hamna under vatten. Det mest kända exemplet på detta är templen i Abu Simbel. Även många människor fick flytta. 
Sjön har en yta på 5 250 km² och sträcker sig från Sudan i söder till nära Assuan i norr. Strikt refererar Nassersjön till huvuddelen av sjön (83 %) som ligger på egyptiskt territorium. Den sudanesiska delen kallas Nubiska sjön (arabiska: بحيرة نوبية; translittreras Buhayrat Nubiya).
Sjön fick sitt namn efter president Gamal Abdel Nasser, en av förespråkarna för dammprojektet. Nassersjön är ett populärt resmål för sportfiskare som vill fiska nilabborre.